# Fortschritt E 512

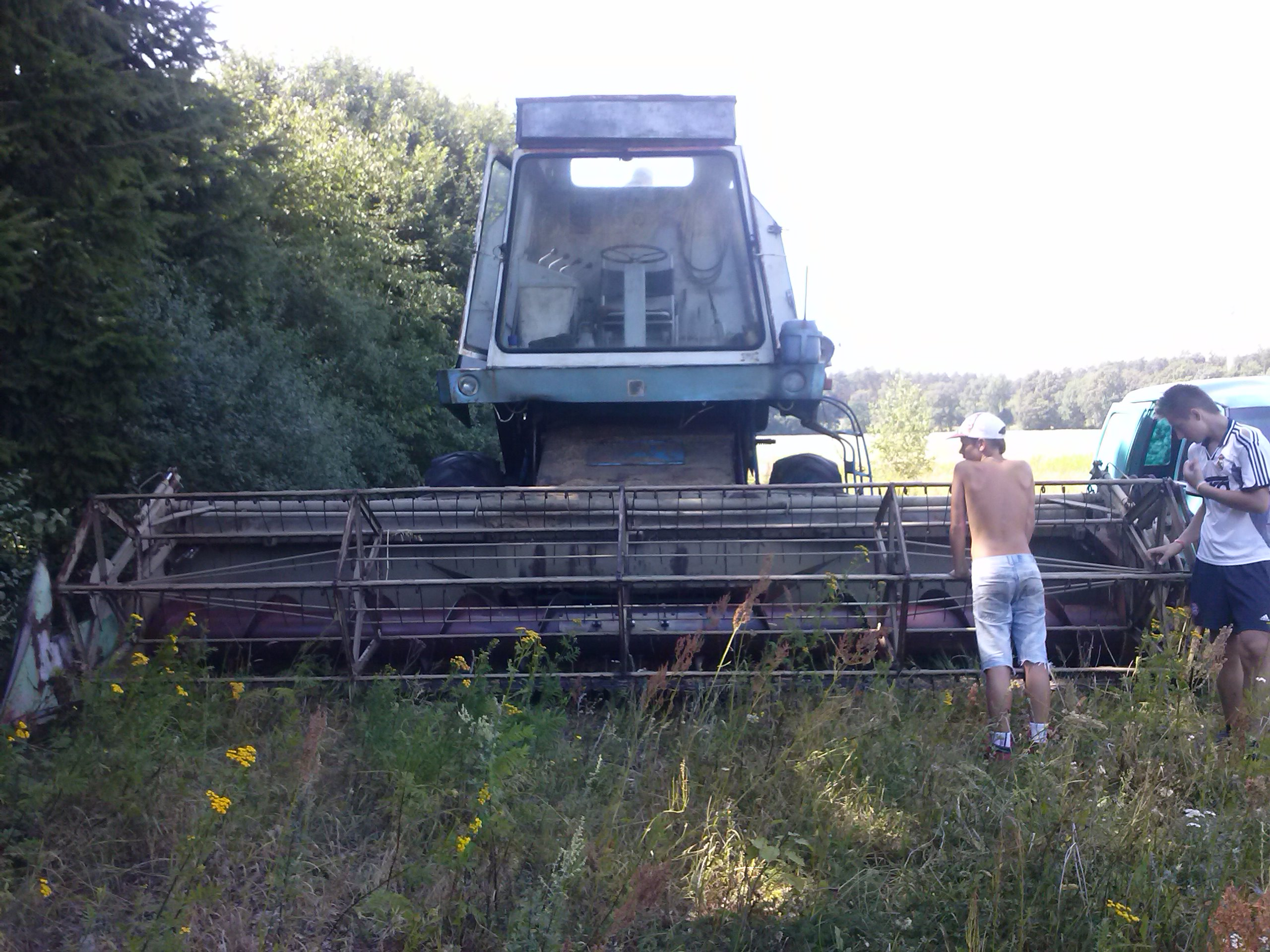
Kombajn Fortschritt E 512 we wsi Wilkocin

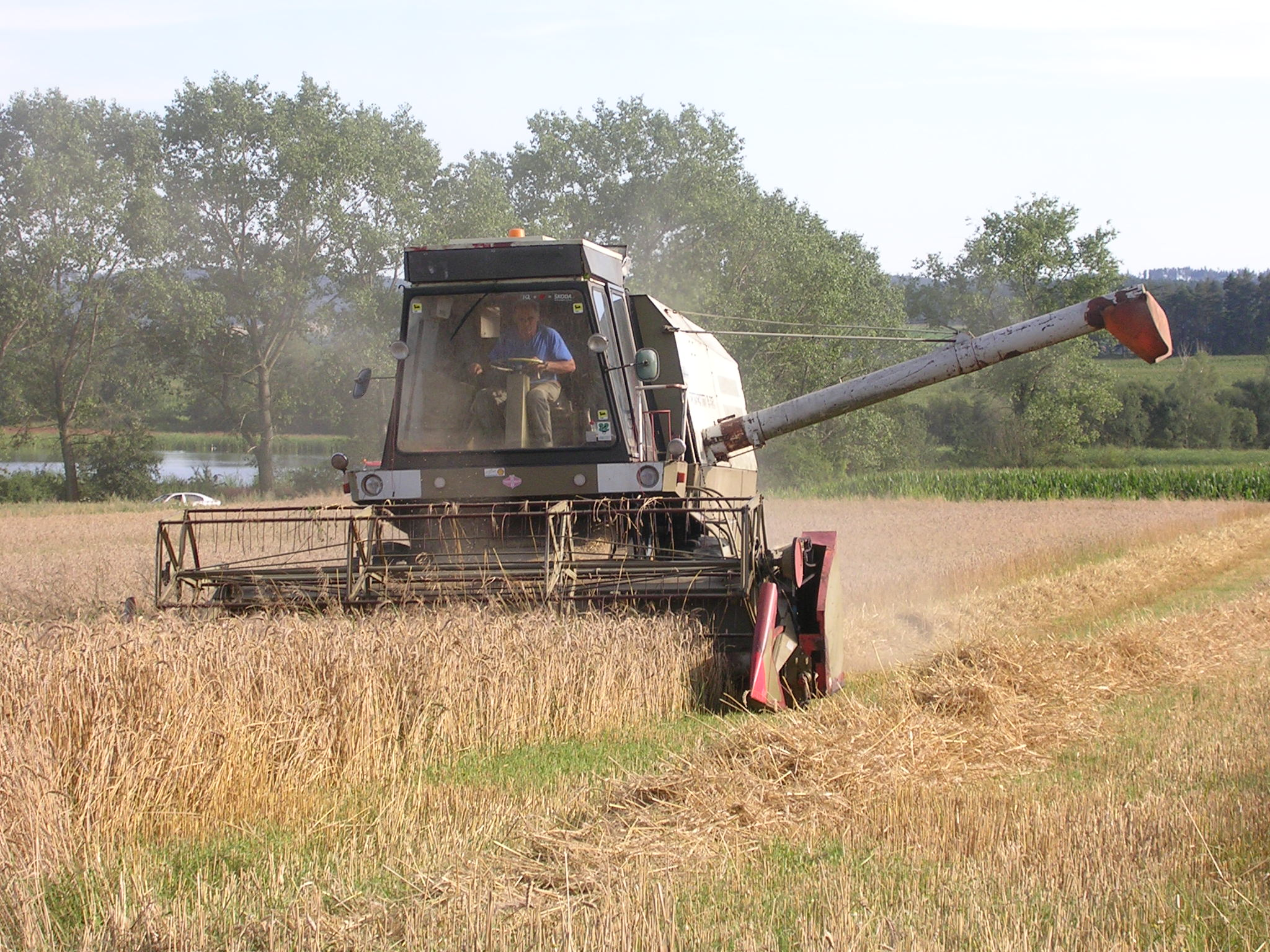
Kombajn Fortschritt E512 przy pracy

Fortschritt E 512 – kombajn zbożowy produkowany od roku 1967 do 1988 w NRD. W latach sześćdziesiątych była to zaawansowana maszyna o dużej wydajności.

## Dane techniczne
- 4 cylindrowy silnik Diesla 4 VD 14,5/12-1 SRW
- Skokowa pojemność silnika – 6560 cm³
- Moc silnika – 105 KM/120 KM
- Pojemność zbiornika paliwa – 200 litrów
- Pojemność zbiornika na zboże – 2300 l
- Prędkość maksymalna – 20 km/h
- Prędkość minimalna – 1.4 km/h
- Długość całkowita – 815 cm
- Szerokość bez hedera – 290 cm
- Wysokość z kabiną – 392 cm
- Waga bez kabiny – 6830 kg
- Ilość wytrząsaczy – 4
- Długość wytrząsaczy – 400 cm

## Historia

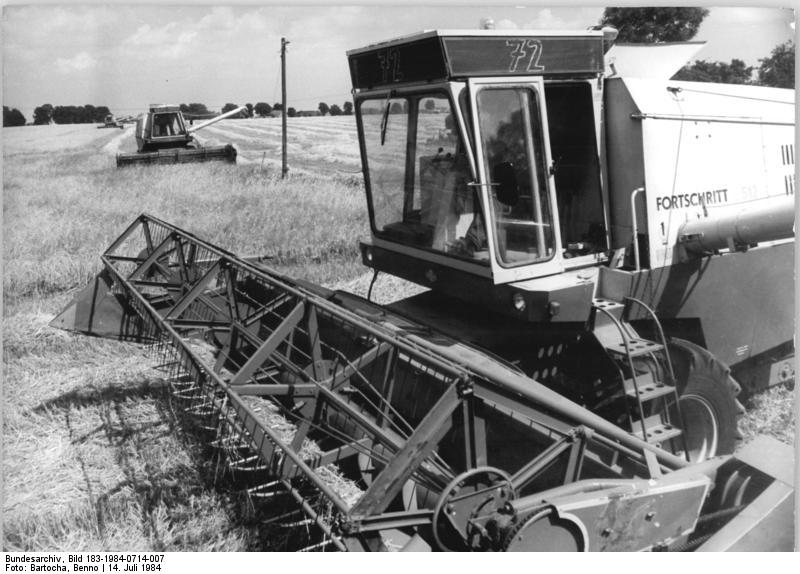
Zdjęcie z 14 lipca 1984

Początki modelu E512 sięgają początku lat sześćdziesiątych XX wieku.  W tamtym czasie w NRD brakowało wydajnych kombajnów zbożowych, które mogłyby sprostać wymogom ówczesnych rolników. Dostępne w tamtym okresie były głównie młocarnie stacjonarne takie jak K117 o stosunkowo dobrej wydajności sięgającej 2000 kilogramów omłotu na godzinę. Obsługa takiej młocarni wymagała aż 5 osobowej grupy mężczyzn.  W latach pięćdziesiątych projektowano w NRD także kombajny, ale były to maszyny ciągane produkowane w niewielkich ilościach. W tym czasie próbowano również wzorować się na kombajnach zagranicznych takich jak Staliniec, który produkowany był w Związku Radzieckim. Już w roku 1960 w Singwitz rozpoczęła się produkcja samojezdnego kombajnu zbożowego E 175 "Patriot". Była to maszyna przestarzała już jak na tamte czasy, więc próbowano ją zmodyfikować. Tak powstał prototyp kombajnu E510, który jednak nie został dopuszczony do produkcji ze względu na zbyt małą wydajność. 
W roku 1960 powstał kombinat  Fortschritt. Była to ogromna spółka zawierająca w sobie całą prodkukcję maszyn rolniczych w NRD.  W efekcie zapotrzebowania na wydajny kombajn zbożowy już od początku lat sześćdziesiątych trwały prace nad modelem E512. Celem było stworzenie maszyny o przepustowości 5 kilogramów pszenicy na sekundę. Kombajn Fortschritt E512 został pierwszy raz zaprezentowany publicznie w roku 1968 na targach w Lipsku. Był wtedy bardzo zaawansowaną, wydajną i nowoczesną maszyną rolniczą. Został sklasyfikowany jako kombajn przystosowany do żniw na polach o wydajności do 4,5 tony na hektar. 
Produkcję modelu zakończono w 1988 roku. W międzyczasie przeszedł on kilka modyfikacji, takich jak zabudowa kabiny i jej późniejsza modernizacja. Następcą modelu E512 jest Fortschritt E 514, który właściwie jest zmodyfikowaną wersją E512.

## Silnik
Zastosowany w kombajnie Fortschritt E512 silnik IFA-Dieselmotor 4 VD 14,5/12-1 SRW to czterocylindrowa jednostka napędowa chłodzona wodą, która zabudowywana była także na samochodach ciężarowych IFA W50. Główną wadą takiego rozwiązania były problemy z przegrzewaniem się tego silnika w przypadku zastosowania w kombajnie, wynikające z braku chłodzenia przepływającym powietrzem. Błędu tego nie popełnili na przykład konstruktorzy polskiego kombajnu Bizon. Zastosowali oni silnik SW-400 do pracy stacjonarnej.
Spalanie w E512 utrzymuje się na poziomie 8 - 10 litrów na godzinę. Zaletą silnika IFA jest bardzo prosta konstrukcja umożliwiająca obsługę i naprawy bez specjalistycznego sprzętu. 